# Bradley Green
Bradley Green est une localité anglaise située dans le comté du Worcestershire.